# Cappella di Sant'Anna (Cercenasco)
La cappella di Sant'Anna è una cappella di origine medioevale situata a Cercenasco, in provincia di Torino.

## Descrizione

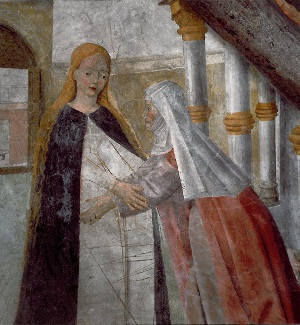
Particolare degli affreschi

All'origine era proprietà dei signori di Cercenasco che abitavano nel castello. Ne fanno testimonianza i due medaglioni che sono alla base del grande affresco che copre tutta la volta della cappella. L'affresco fu realizzato nella seconda metà del 1400 da pittore ignoto che i libri d'arte chiamano "il Maestro di Cercenasco".
La cappella in stile gotico era in origine assai piccola, corrispondente all'attuale presbiterio. Nel 1843 fu prolungata con una campata lunga circa 5 metri.
Il ciclo di affreschi copre le quattro vele della crociera gotica. Nella prima vela si trova lo Sposalizio della Vergine. Nella seconda, la scena dell'Annunciazione. Nella terza, la scena della Dormizione, ossia della morte della Madonna circondata dai dodici apostoli. Nella quarta vela vi è l'Incoronazione della Vergine da parte di Cristo e del Padre attorniati da angeli. Sull'arco che sostiene la volta sono affrescati due rosoni, che raffigurano la faccia di un nobile e di una dama, probabilmente i signori del tempo. Nel centro dell'arco un terzo rosone con la faccia del Cristo. Sulla parte esterna dell'arco è affrescata la scena di Gesù Bambino fra i dottori del tempio.